# Schadehop
Schadehop ist ein Weiler in der Gemeinde Wedemark, der zum Ortsteil Brelingen in der Region Hannover gehört.

## Geografie und Geschichte
Der Weiler liegt im Zentrum der Wedemark auf halber Strecke zwischen den Dörfern Resse und Brelingen. Etwa anderthalb Kilometer westlich liegt der ebenfalls zu Brelingen gehörende Weiler Ohlenbostel.
Schadehop wurde erstmals 1353 als Scadehope erwähnt.

## Politik

### Ortsrat
Der Ortsrat von Brelingen (mit Ohlenbostel und Schadehop) setzt sich aus zwei Ratsfrauen und fünf Ratsherren zusammen.
- CDU: 2 Sitze
- SPD: 2 Sitze
- Wähler Gemeinschaft Wedemark: 3 Sitze

(Stand: Kommunalwahl 11. September 2016)

### Ortsbürgermeister
Der Ortsbürgermeister ist Patrick Cordes (WGW), vertreten wird er durch Hans-Georg Euskirchen (CDU).